# Hrabství Meath
Hrabství Meath (irsky Contae na Mí, anglicky County Meath) je irské hrabství nacházející se na severovýchodě země v bývalé provincii Leinster. (Předtím však bylo středem zaniklé provincie Meath.) Sousedí s hrabstvím Westmeath na západě, s hrabstvími Offaly a Kildare na jihu, s hrabstvím Dublin na jihovýchodě a s hrabstvími Cavan, Monaghan a Louth na severu. Východní pobřeží omývá Irské moře.
Hlavním městem hrabství je Navan. Hrabství má rozlohu 2342 km² a žije v něm přibližně 195 tisíc obyvatel. Hrabstvím protéká řeka Boyne.
Na území hrabství se nachází megalitický komplex Brú na Bóinne zapsaný na seznamu světového dědictví UNESCO.
Dvoupísmenná zkratka hrabství, používaná zejména na SPZ, je MH.